# Sandrigo Hockey
El Sandrigo Hockey es un club de hockey sobre patines de la localidad italiana de Sandrigo, en la región del Veneto. Fue fundado en el año 1968 bajo el nombre de Hockey Arena Sandrigo.
Su éxito deportivo más destacado fue la consecución del doblete de Liga y Copa (de la Serie A2 ambas) de la temporada 2017-18. No obstante, al final de la temporada siguiente (2018-19) queda último clasificado de la Serie A1. Pese a ello no se materializó el descenso, debido al desistimiento del penúltimo equipo clasificado Hockey Thiene a la categoría, tras la renuncia del Amatori Vercelli a su inscripción en la Serie A1.

## Palmarés
- 1 Liga de Italia (Serie A2): 2017-18
- 1 Copa de Italia (Serie A2): 2017-18

## Plantilla 2018-2019
| - (1) Andrea Dal Zotto (portero) - (2) Giovanni Bordignon - (5) Alberto Pozzato - (6) Marco Poletto - (7) Paolo Chemello |  | - (9) Giovanni Clodelli - (10) Cristian Gasparotto (portero) - (17) Stefano Campagnolo - (23) Federico Manin - (54) Cláudio Filho |